# Kenneth Cope
Kenneth Cope (ur.  14 kwietnia 1931 w Liverpoolu, zm. 11 września 2024 w Southport) – brytyjski aktor filmowy i telewizyjny. Polskim telewidzom znany jest najbardziej z roli w popularnym serialu kryminalnym Randall i duch Hopkirka (1969-71). Przez kilka lat występował także w brytyjskich operach mydlanych Coronation Street i Brookside.

## Filmografia
Filmy:
- X – czynnik nieznany (1956) jako Lansing
- Dunkierka (1958) jako porucznik Lumpkin
- Przestępca (1960) jako Kelly
- Fabryka nieśmiertelnych (1963) jako Sid
- Dżingis chan (1965) jako Subotai
- Desperaci (1969) jako Carlin
- Cała naprzód: Jak sobie pościelesz... (1971) jako Vic Spanner
- Mamuśka, do dzieła (1972) jako Cyril Carter
- Britannic w niebezpieczeństwie (1974) jako Bridgeman
- Uśpione morderstwo (1987) jako Jackie Afflick
- Zniewoleni (1994) jako dr Hockley

Seriale telewizyjne:
- Coronation Street jako Jed Stone (w latach 1961–1966 i ponownie 2008-09)
- Rewolwer i melonik jako Gardiner/Tom Savage (gościnnie, 1967 i 1968)
- Randall i duch Hopkirka jako Marty Hopkirk  (1969-1971)
- Czarny Królewicz jako Henry Thackeray (gościnnie, 1973)
- Doktor Who jako Packard (gościnnie, 1981)
- Na sygnale jako Archie Higgs (gościnnie, 1988)
- Sprawa dla Frosta jako Charlie Fairclough (gościnnie, 1997)
- Lekarze jako Brian Holland/Frank Leakey (gościnnie, 2004 i 2007)
- Budząc zmarłych jako Neville Harding (gościnnie, 2004)
- Przekręt jako Colin (gościnnie, 2007)
- Babie lato jako Lance (gościnnie)
- Brookside jako Ray Hilton (w latach 1999–2002)